# Addio giovinezza! (commedia televisiva 1968)
Addio giovinezza! è uno sceneggiato televisivo trasmesso dalla RAI in due puntate, il 20 e 27 aprile 1968, con la regia di Antonello Falqui, e tratto dall'omonima commedia di Sandro Camasio e Nino Oxilia (1911).
Protagonisti sono Nino Castelnuovo, Gigliola Cinquetti, Mario Maranzana, Ornella Vanoni.